# Male Call
Male Call war ein Comic-Strip, der von Milton Caniff während des Zweiten Weltkriegs unentgeltlich für Soldatenzeitungen gezeichnet wurde. Er erschien wöchentlich von 1943 bis 1946.

## Geschichte
Während des Zweiten Weltkrieges zeichnete Caniff parallel zu Terry and the Pirates für US-amerikanische Soldatenzeitungen ab 1942 zunächst die Serie Burma, die ein Ableger von Terry and the Pirates war. Da das New York News Syndicate, das Terry and the Pirates vertrieb, nicht mit diesem Ableger einverstanden war, beendete Caniff Burma und schuf die Serie Male Call, die ebenso wie Burma ausschließlich in Soldatenzeitungen erschien und für die er auf sein Honorar verzichtete. Um die beiden Figuren voneinander abzugrenzen, war im Gegensatz zur blonden Burma, in Terry and the Pirates die Freundin von Terrys Begleiter Pat Ryan, Miss Lace, die Titelheldin von Male Call, schwarzhaarig und der Schauspielerin Rita Hayworth nachempfunden. Die erste Veröffentlichung von Male Call erfolgte am 24. Januar 1943.
Male Call erschien in ungefähr 2000 Soldatenzeitungen und wurde nach dem letzten Strip am 3. März 1946 eingestellt. Während der Veröffentlichungszeit wurde niemals ein blanker Busen gezeigt. Bei den Arbeiten an Male Call wurde Caniff zeitweise von Ray Bailey und Frank Engli unterstützt.